# Villacondide
Villacondide es una parroquia del concejo de Coaña, en la comarca de Eo-Navia, Principado de Asturias, España.
La parroquia tenía una población de 324 habitantes (INE 2009) repartidos en 147 viviendas (2001) y 9 km².
El lugar de Villacondide está situado a una altitud de 97 m y dista 3,1 km de la villa de Coaña, la capital del concejo. Su templo parroquial está dedicado a San Cosme y San Damián.

## Lugares
Según el nomenclátor de 2023, la parroquia comprende las siguientes entidades de población:
- Busnovo
- El Estelleiro (El Estilleiro)
- Porto
- La Ronda (A Ronda)
- Sabariz
- Tarrebarre
- Teijedo (Teixedo)
- Villacondide
- Villardá